# 胎内川
胎内川（たいないがわ）は、新潟県胎内市を流れる河川。二級水系の本流。

## 概要

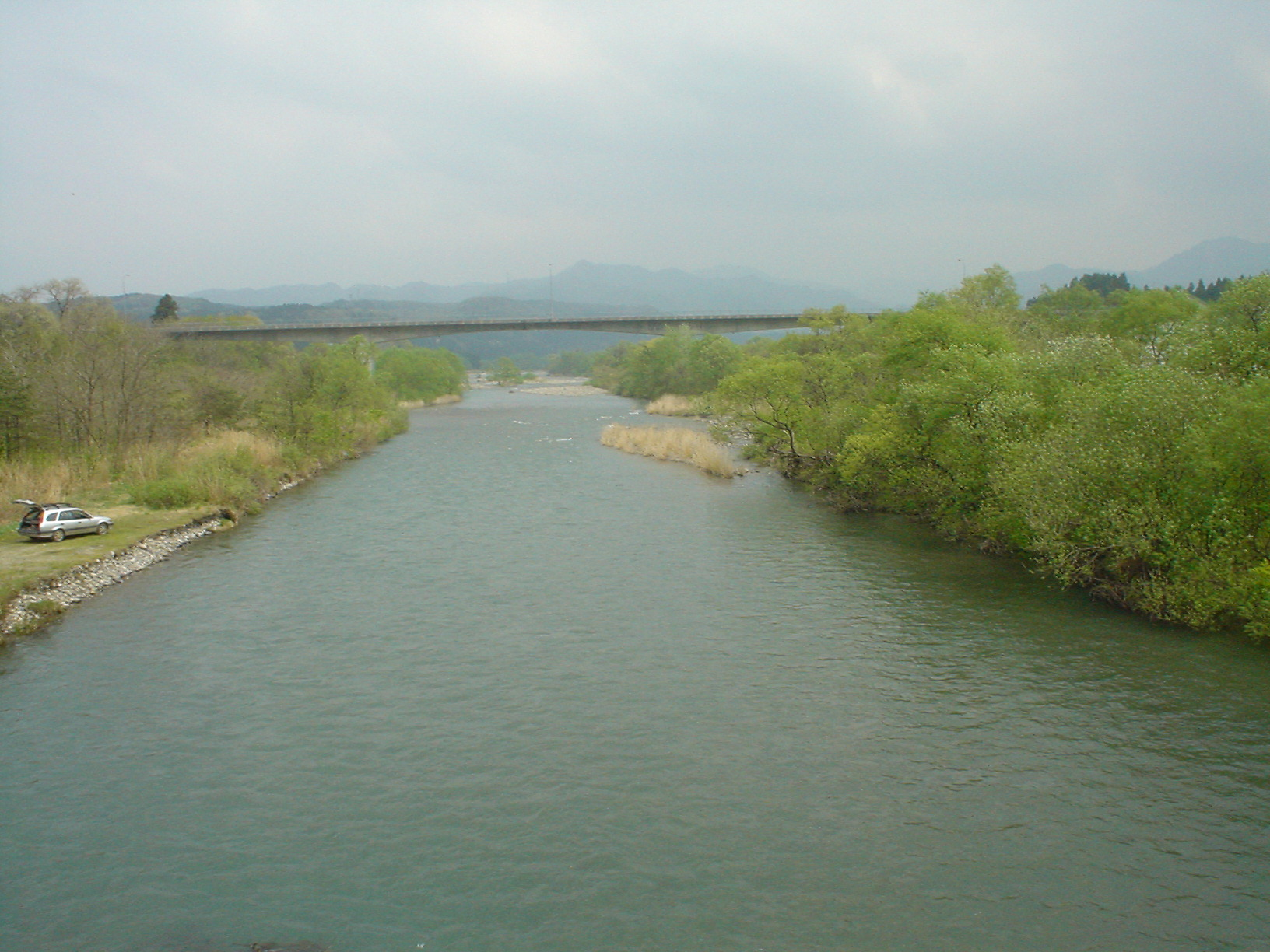
国道290号鼓岡大橋（胎内市栗木野新田） 2007年5月5日撮影

新潟県胎内市下荒沢の飯豊山地藤十郎山（とうじゅうろうさん）に源を発する。北西に向かい櫛形山脈を横断し胎内高原を流れ、胎内市荒井浜と胎内市笹口浜の境界を通り日本海に注ぐ。
中流域以降の扇状地では、夏の渇水期に川水が枯れて水無川となることもある。伏流水となり扇状地末端各地に湧水として湧き出る。
胎内川は元来、日本海岸近くで右折北上し、荒川の河口付近で合流していた。
胎内川を荒川から分離する計画は享保年代からあったが、明治21年（1888年）に胎内川放水路(現胎内川)が完成して直接日本海に流れ込むこととなり、残った流路が現在の乙大日川となった。

## 歴史
1966年（昭和41年）の7.17水害、1967年（昭和42年）の8.28水害（羽越水害）では流域に被害が発生し、特に後者では当時の中条町と黒川村（いずれも現在の胎内市域）で死者39名の甚大なものであった。

### 名称について
- 仁治元年（1241年）の古文書「つふらの尼譲状[4]」にて「堂以乃可八[4]」「たいのかハ[5]」との記載
- 弘長4年（1264年）の高井道円時茂譲状に「堂以乃可八」との記載[4]
- 建治3年（1277年）の三郎宛の十一月譲状に「多以乃可八」[4]、四郎宛の十一月譲状に「多以乃加八」[4]との記載
- 鎌倉時代後期の波月条絵図に「太伊乃河」との記載[5][4]
- 明応9年（1500年）の平子斉藤連署書状に「多以奈川」との記載[4]
- 慶長2年（1597年）の越後国郡絵図に「たゐな川」との記載[5]
- 宝暦6年（1756年）、丸山元純の越後名寄の写本に「タイナ川[4]」「イイナ川[4]」との記載
- 天明6年（1786年）、橘南谿の東遊記に「鯛名川」との記載[5]
- 享和2年（1802年）、三輪長泰の越後国全図に「胎内川[4]」「大名川[4]」との記載
- 文化3年（1806年）、井上秀栄の越後巡見記に「胎内川」との記載[4]
- 文化12年（1815年）、小田島允武の越後野志に「胎内川」との記載[4]。明治政府による写本では「タイナヒ」と振り仮名が振られる[4]。
- 文化13年（1816年）、草間文績の越後興地全図に「胎内川」「躰無川」（タイナカワ）との記載[5][4]
- 文政3年（1820年）、神保泰和の北越略風土記に「たい奈川」との記載[4]
- 明治35年（1902年）、吉田東伍の大日本地名辞書に「胎内川」（タイナカワ）との記載[4]
- 明治45年（1912年）、国土地理院の旧版地図「5万分1図中条」に「胎内川」（タイナカワ）との記載[4]
- 昭和6年（1931年）、藤井尚治は越佐地名考[6]にて「胎内はトイナイのアイヌ語から出てゐるものである事」と述べている[4]が、のちに昭和18年（1943年）の日本古代語寶燈[7]にて「それらはアイヌ語ではなく皆我が国の古代語であることが判った。」と述べている[4]。

### 名前の由来について
胎内市は、アイヌ語の「テイ・ナイ」(清い川)、「タイ・ナイ」（森の中を流れる清い川）、または「トイ・ナイ」(toy-nay 泥の川)を語源とするというアイヌ語由来説を用いており、胎内市が合併でできる際にも『「胎内」はアイヌ語で「清い水の流れ」を意味する』としてまちだよりに掲載された。
一方、アイヌ語説は俗説であるという指摘があり、川の上流にある朳差岳の雪形「鯛頭（）」に因んでいるとする説、扇状地域では伏流水となり河口付近で再び現われる事からの連想で「胎内」とついたなどの説がある。また、夏になると川の水が枯れて地下水となることが胎内に似ていることに由来するという説もある。

## 漁業
胎内川漁業組合ではサケの栽培漁業に取り組んでおり、下赤谷養殖場にて採卵し孵化させた稚魚を胎内川に放流している。2009年のサケ漁獲量は1098尾（うちメス536尾 オス562尾）であった。

## 流域の自治体
新潟県
胎内市

## 河川施設

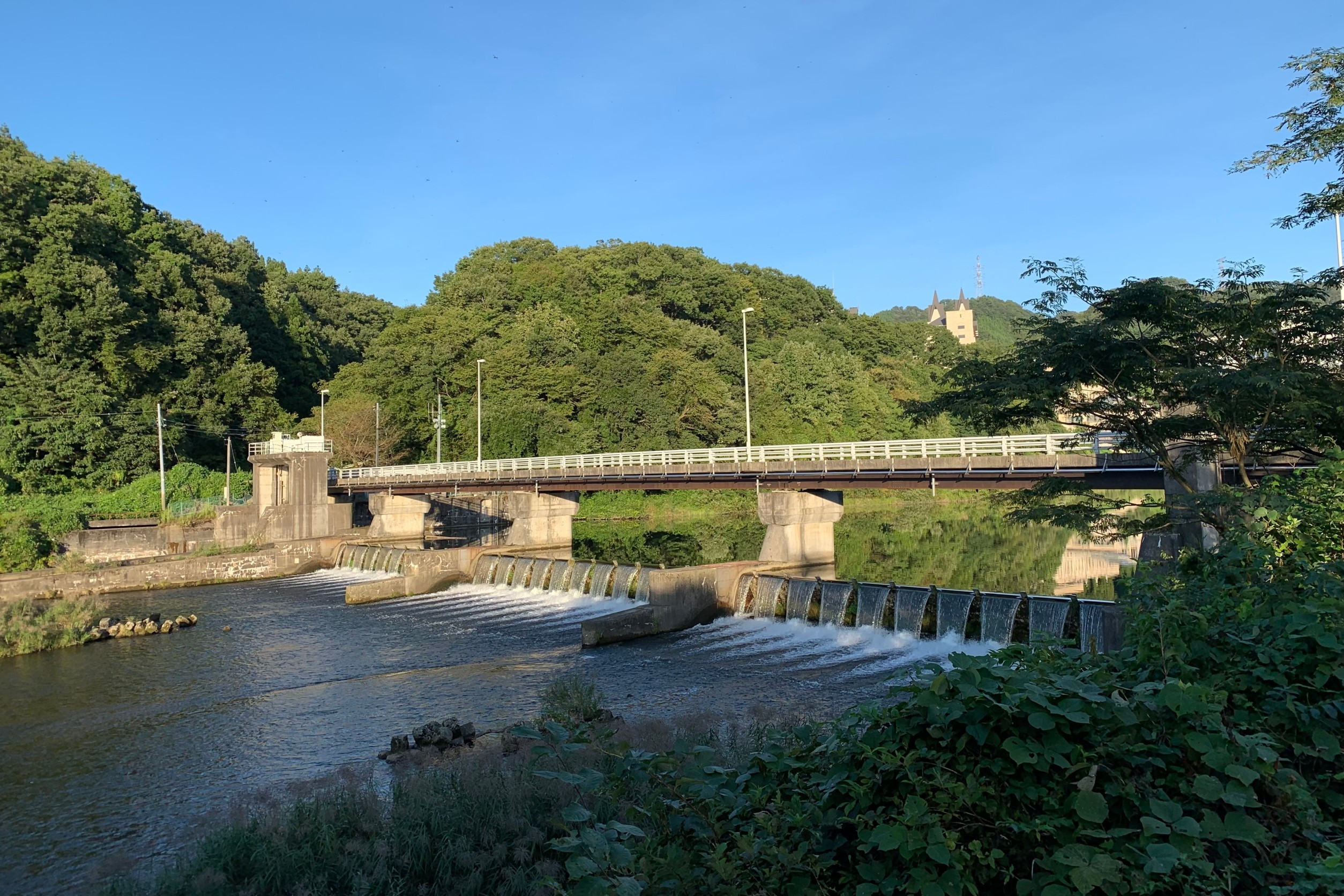
夏井頭首工（2021年9月）

- 胎内第二ダム（発電用ダム）
- 胎内川ダム（治水ダム）
- 胎内第一ダム（発電用ダム）
- 奥胎内ダム（多目的ダム）

## 流域の観光地
- 胎内高原
- 胎内スキー場
- 新胎内温泉